# Егава Сігеміцу
Сігеміцу Егава (яп. 江川重光, нар. 31 січня 1966, Йоккаїті) — японський футболіст, що грав на позиції півзахисника.
Виступав, зокрема, за клуб «Хонда».

## Ігрова кар'єра
У дорослому футболі дебютував 1984 року виступами за команду клубу «Хонда», в якій провів сім сезонів. 
Згодом з 1991 по 1994 рік грав у складі команд клубів «Тойота Моторс» та «Нагоя Грампус».
Завершив професійну ігрову кар'єру у клубі «Віссел» (Кобе), за команду якого виступав протягом 1995—1997 років.
Також був гравцем у футзал. У складі національної збірної Японії брав участь у чемпіонаті світу 1989 року.